# Žvečilni tobak
Žvečilni tobak ali tobak za žvečenje je vrsta brezdimnega tobačnega izdelka, ki ga zaužijemo tako, da del tobaka položimo med ličnice in dlesni ali zob zgornje ustnice ter žvečimo. Za razliko od namakanja tobaka, žvečilni tobak ni zmlet in ga je treba z zobmi nežno zdrobiti, da sprosti okus in nikotin. Nato se neželeni sokovi pljuvajo.
Tobak za žvečenje je običajno izdelan kot več vrst izdelkov - najpogosteje kot ohlapen list (ali ostanki), (tobačni "ugrizi" ali "koščki") in "čep" (oblika ohlapnega tobaka, zgoščenega s sladilom). Skoraj vsi sodobni žvečilni tobaki so izdelani s postopkom strjevanja, rezanja, fermentacije in predelave ali sladkanja listov. V preteklosti so bile številne ameriške blagovne znamke tobaka za žvečenje (ki so bile priljubljene v času ameriške državljanske vojne) narejene iz odrezkov cigaret.
Dandanes so žvečilni tobak skoraj popolnoma nadomestile tako imenovane fuge, ki se jih uporablja na enak način.

## Zdravstveni problemi
Tobak za oralno uporabo in pljuvanje poveča tveganje za levkoplakijo, predhodnico raka ustne votline.  Znano je, da žvečilni tobak povzroča raka, zlasti v ustih in grlu. Po mnenju Mednarodne agencije za raziskave raka so "nekateri zdravstveni znanstveniki predlagali, da je treba brezdimni tobak uporabljati v programih za opustitev kajenja, in so implicitno ali izrecno trdili, da bi njegova uporaba delno zmanjšala izpostavljenost kadilcev rakotvornim snovem in tveganje za raka. Te trditve niso podprte z razpoložljivimi dokazi. "

## Žvečilni tobak in bejzbol
Ko so bila leta 1845 prvič napisana pravila o bejzbolu, rakotvorni potenciali  žvečenja tobaka niso bil znani. Takrat so ga pogosto uporabljali igralci in trenerji.  Uporaba brezdimnega tobaka so igralci začeli uporabljati že v začetku 19. stoletja. Uporaba tobaka za žvečenje v bejzbolu, se je postopoma povečevala do sredine 20. stoletja, ko so cigarete postale priljubljene in so nadomestile brezdimno navado tobaka nekaterih igralcev. Danes pa več igralcev bejzbola dejansko uporablja tobak za namakanje in ne žvečenja tobaka.

## Statistika
Mnogi verjamejo, da je široka uporaba žvečilnega tobaka pri igralcih bejzbola povzročila nenehno povečanje uporabe  pri mladih, zlasti mladostnikov. To velja zlasti za moške bele in hispanske generacije.  Leta 1970 je petkrat več moških, starih 65 let in več, uporabljalo brezdimni tobak kot 18 do 24 let (12,7% prebivalstva je bilo 65+ moških, 2,2% prebivalstva 18-24 moških) . Natančneje, uporaba mokrega njuhanja se je pri moških, starih od 18 do 24 let, povečala z 1% na 6,2% populacije, medtem ko se je 65+ moških uporabnikov zmanjšalo s 4% na 2,2%.
Raziskava ameriškega centra za nadzor bolezni iz leta 2009 je pokazala, da je 8,9% ameriških srednješolcev vsaj en dan v 30 dneh pred raziskavo uporabljalo brezdimni tobak.  Uporaba je bila pogostejša pri moških (15,0%) kot pri ženskah (2,2%) in med belci (11,9%) kot pri temnopoltih (3,3%) ali Hispanics (5,1%). Pet držav z največjim deležem uporabnikov srednjih šol je bilo Wyoming (16,2%), Severna Dakota (15,3%), Južna Dakota (14,6%), Montana (14,6%) in Zahodna Virginia (14,4%). 

## Blagovne znamke
Pomembne blagovne znamke tobaka za žvečenje vključujejo:
- Copenhagen
- Grizzly
- Kodiak
- Levi Garrett
- Mail Pouch
- Oliver Twist
- Red Man
- Skoal
- Stoker's